# 西池
西池（にしいけ）は、滋賀県長浜市池奥町の小谷城跡がある小谷山山麓にあるため池である。池の周囲約1.7キロメートル、面積10.6ヘクタール、最大水深3メートル、貯水量16万5000立方メートルである。2010年（平成22年）3月25日に農林水産省のため池百選に選定された。また「滋賀のため池50選」にも選定されている。

## 概要

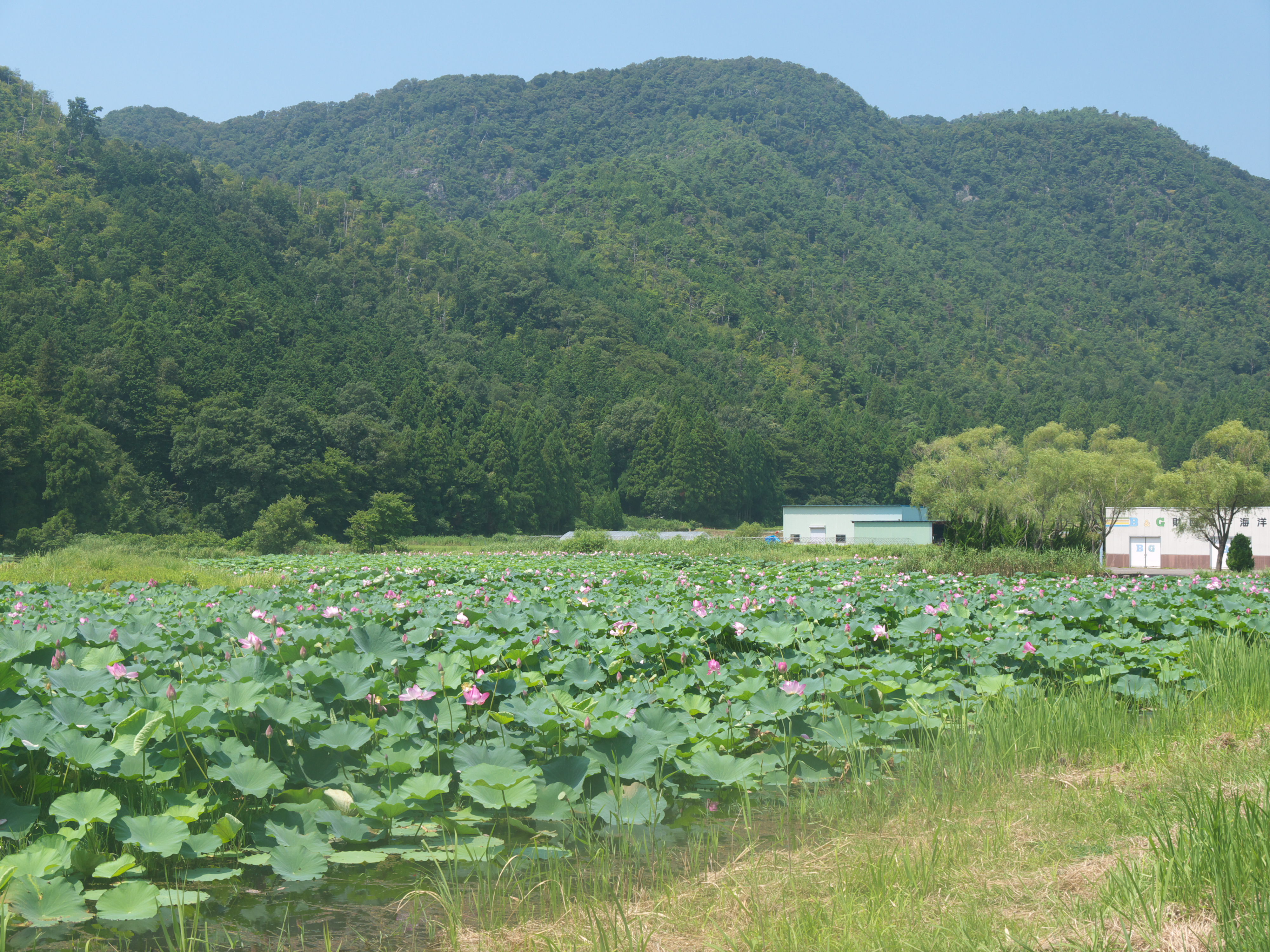
西池から小谷山を望む。

当地に伝わる伝説によると物部守屋が蘇我馬子や蘇我氏との政争に敗れ、この地に隠れ住んで旱魃に苦しむ農民のために作らせたと伝えられているが定かではない。
1963年（昭和38年）に取水施設の改修、1985年（昭和60年）には堰堤、1996年（平成8年）に護岸工事を行い現在も湖北の農業用水の調整池として57ヘクタールの灌漑に利用されている。

## 自然
ソメイヨシノ、スギ、ヒノキ、コナラ林が湖畔に植林され、池の中にはハス、ヒシ、等94種の植物が確認されており、オヒシクイ の南限でもあり、オシドリなどの水鳥類の他、ゲンジボタルなど111種の生き物が確認されている。
「守りたい育てたい湖国の自然100選」にも選ばれており、望遠鏡のある観察小屋で気軽にバードウォッチングを行うことができる。